# Federico de Saarbrücken
Federico, conde de Saarbrücken (m. 1135) fue un noble alemán. Fue el primero en llamarse a sí mismo Conde de Saarbrücken.

## Vida
Su padre, Sigberto, fue un conde en el Saargau; su madre puede que fuera una hija del señor de Eppenstein. Su hermano Bruno era obispo de Espira; su hermano Adalberto fue obispo de Maguncia.
En 1105 Federico heredó la posición de su padre. En 1118, fue llamado conde de Saarbrücken por vez primera. Era vasallo del obispo de Metz.

## Matrimonio y descendencia
Federica se casó con Gisela de Lorena, quien aportó al matrimonio posesiones alrededor de la abadía Hornbach. Tuvieron tres hijos:
- Inés, casada h. 1132 con el duque Federico II de Suabia
- Simón I, su sucesor
- Adalberto II, fue arzobispo de Maguncia de 1138 hasta 1141.